# Musztardówka

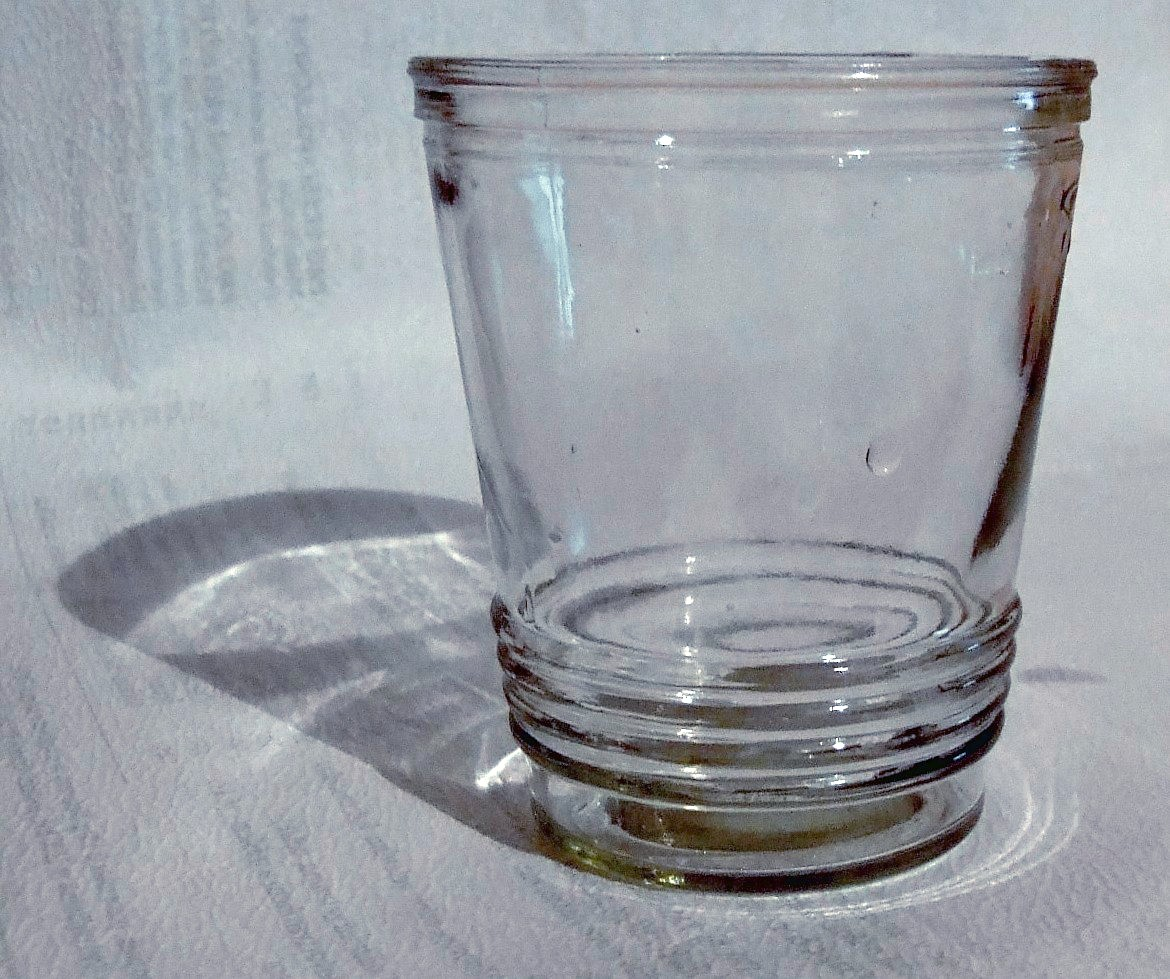
Klasyczna, peerelowska musztardówka

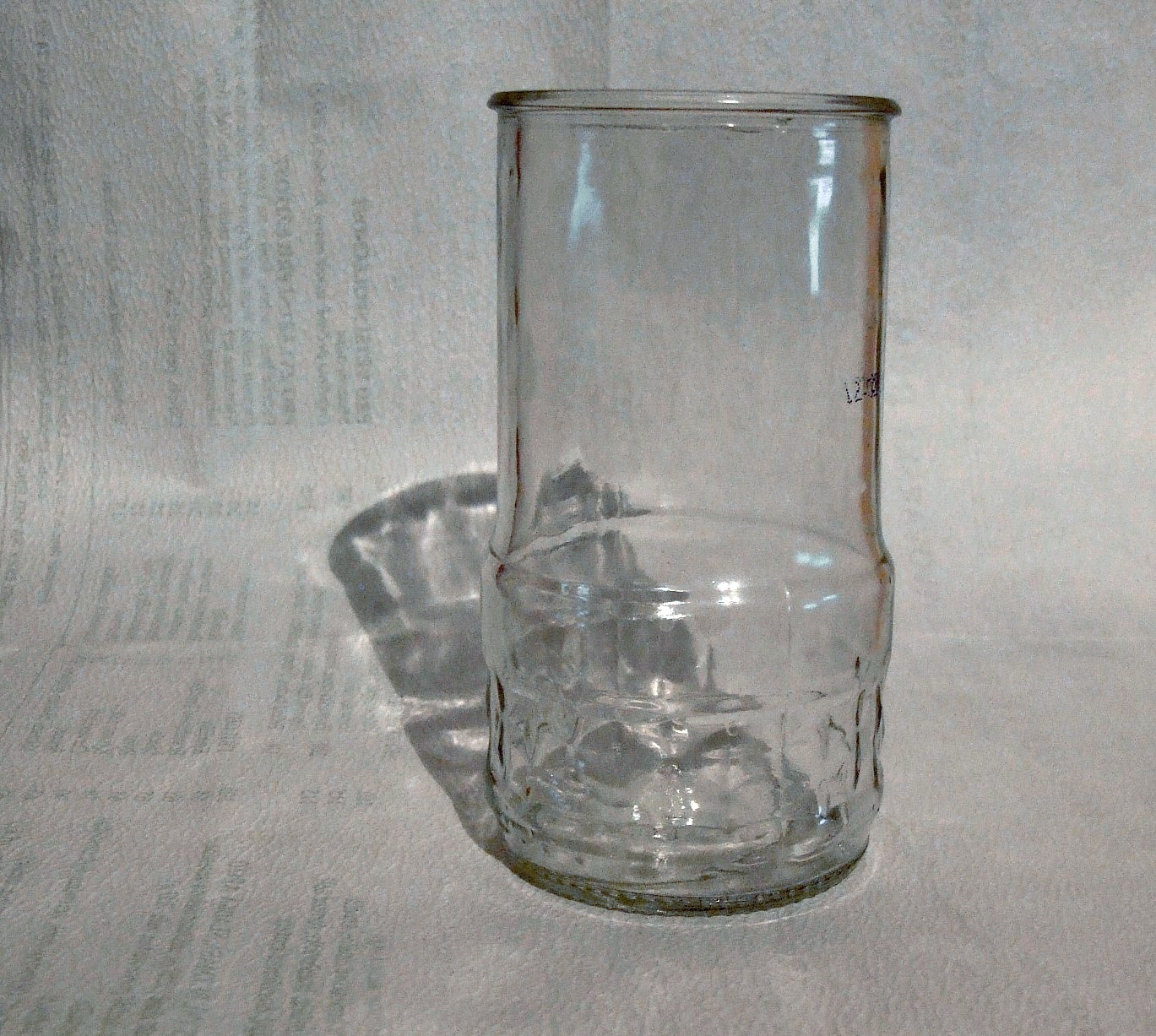
Jeden ze wzorów musztardówek współczesnych

Musztardówka – szklane naczynie, w którym sprzedawana była musztarda. Był to rodzaj grubościennego słoiczka bez gwintu, o kształcie lekko zwężającego się ku dołowi cylindra. Miał zazwyczaj pojemność około 0,2 litra i w dolnej części charakterystyczne pierścienie, wytwarzane na gorąco w hucie szkła podczas produkcji naczynia.
W czasach PRL, kiedy zaopatrzenie mieszkańców Polski we wszelkie, nawet najbardziej podstawowe sprzęty i elementy wyposażenia gospodarstwa domowego było niedostateczne, musztardówki pełniły niejednokrotnie funkcję szklanek i kieliszków. Choć były to naczynia odlewane z grubego szkła niskiej jakości (używane do gorących napojów bardzo łatwo pękały na skutek naprężeń wewnętrznych), to ze względu na ogólną dostępność stosowane były dość powszechnie, szczególnie w warunkach tymczasowych – w domach studenckich, hotelach robotniczych itp.
O musztardówce mowa jest w piosence „Kawalerskie noce” Kazimierza Grześkowiaka w zwrotce:
W przepysznie rżniętej wina szklanicy
Zasnął gdzieś na dnie musztardy smak
To „rżnięte” szkło nawiązuje do pierścieni u dołu słoiczka. Tadeusz Kwiatkowski-Cugow zatytułował zbiór swoich tekstów „Musztardówka”.
Po roku 1990 szklane musztardówki zostały zastąpione plastikowymi, pozbawionymi uniwersalności poprzedniczek.

## Senfglas w Niemczech
W NRD produkowano otwieracze do musztardówek.

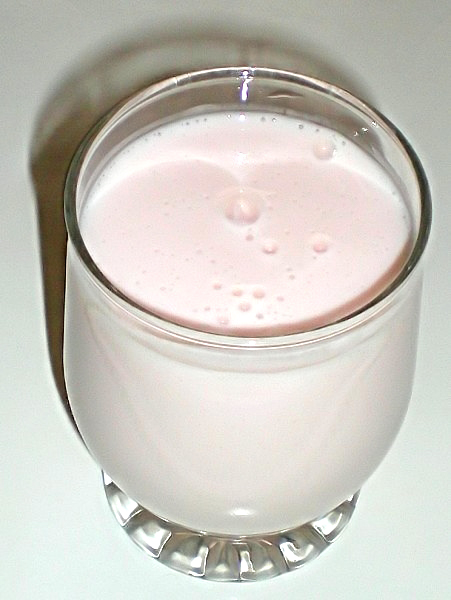
Jogurt w niemieckiej musztardówce

W Niemczech naczynia  na musztardę (Senfglas) bywają zdobione bajkowymi motywami i przeznaczone dla dzieci, co podwyższa koszt produkcji.